# HRK Međugorje
HRK Međugorje je bosanskohercegovački rukometni klub iz Međugorja. Sjedište kluba je u ul. Krstine bb, Međugorje.
Domaće susrete igra u Gradskoj športskoj dvorani u Čitluku. Klupske boje su bijela i plava.
Klub je osnovan 1988. godine inicijativom Žarka Dodiga i Stanka Sivrića. Poslije osnivanja natjecali su se u Ligi Srednja Bosna i Ligi Hercegovine. Nakon rata 1990-ih, nastavili su se natjecati u Ligi Herceg-Bosne. Travnja 1994. godine bili su 3. na turniru u Livnu. 1995. je seniorski sastav bio prvak HR HB, a te sezone juniori su bili prvi u svim natjecanjima juniora u HR HB. I sljedećih su sezona bili u vrhu tadašnje lige. Sezone 1996./97. bili su drugi i naslov im je izmakao zbog slabije gol-razlike od RK Izviđača iz Ljubuškog. 1998./99. bili su 3. u ligi i finalisti Kupa HR HB, koje su izgubli od RK Izviđača iz Ljubuškog. Godine 1999. igrala su se natjecanja po skupinama u doigravanju za prvaka BiH. Pobijedivši Banoviće, bili su 3. u Federaciji BIH što im je jamčilo „izlazak” na europsku pozornicu. No tad se upleo EHF i njegovom odlukom nisu išli Međugorci nego rukometaši iz Republike Srpske. Od sezone 2003./04. natjecali su se u Drugoj ligi Federacije. Novo tisućljeće imalo je odličnu školu rukometa. Kadeti su 2009. rukometaši bili srebrni na Kadetskom prvenstvu Bosne i Hercegovine u Cazinu. 2010. godine kadeti su na državnom prvenstvu u Brčkom godinu dana bili brončani.
Trenutačno se natječe se u Prvoj ligi FBiH - skupina jug. Sezonu 2015./16. klub je završio na sedmom mjestu od deset ekipa.
Međugorci organiziraju Međunarodni rukometni turnir za mlađe uzraste „Stanko Sivrić”.
Jedno vrijeme djelovala je ženska ekipa pod nazivom HŽRK Međugorje.

## Vanjske poveznice
- Službene klupske stranice